# Kagemni I.
Pogledajte također "Kagemni II. Memi"
Kagemni I. je bio drevni Egipćanin, koji je živio tijekom 3. i 4. dinastije. Bio je vezir faraona Hunija, zadnjeg vladara 3. dinastije, te Snofrua, koji je naslijedio Hunija. Imao je nekoliko sinova.